# ルナ・プロスペクター
ルナ・プロスペクター (Lunar Prospector) は、アメリカ航空宇宙局 (NASA) のディスカバリー計画の一環として1998年から1999年にかけて行われた月探査ミッション、およびその探査機の名前である。計画の管理運営はエイムズ研究センターが担当した。

## 概要
1994年のクレメンタインによる探査から、月の極地付近に水が存在する可能性が注目されはじめた。もし月に大量の水があれば、月面基地を作った際に地球から運ぶことになる資源が大幅に減らせ、人類の月における活動の実現性を高める重要な発見となる。同様に月面の化学組成を調べて鉱物など資源の分布を知ることも現実的な調査目標となってきた。さらに放射性ガスを検出することで月の地殻活動についても調べることになり、これらの調査のため放射線センサーを主とした探査機としてルナ・プロスペクターは計画された。また、月の内部構造を知る手掛かりを得るため磁場・重力場センサーも搭載されている。

## 経過

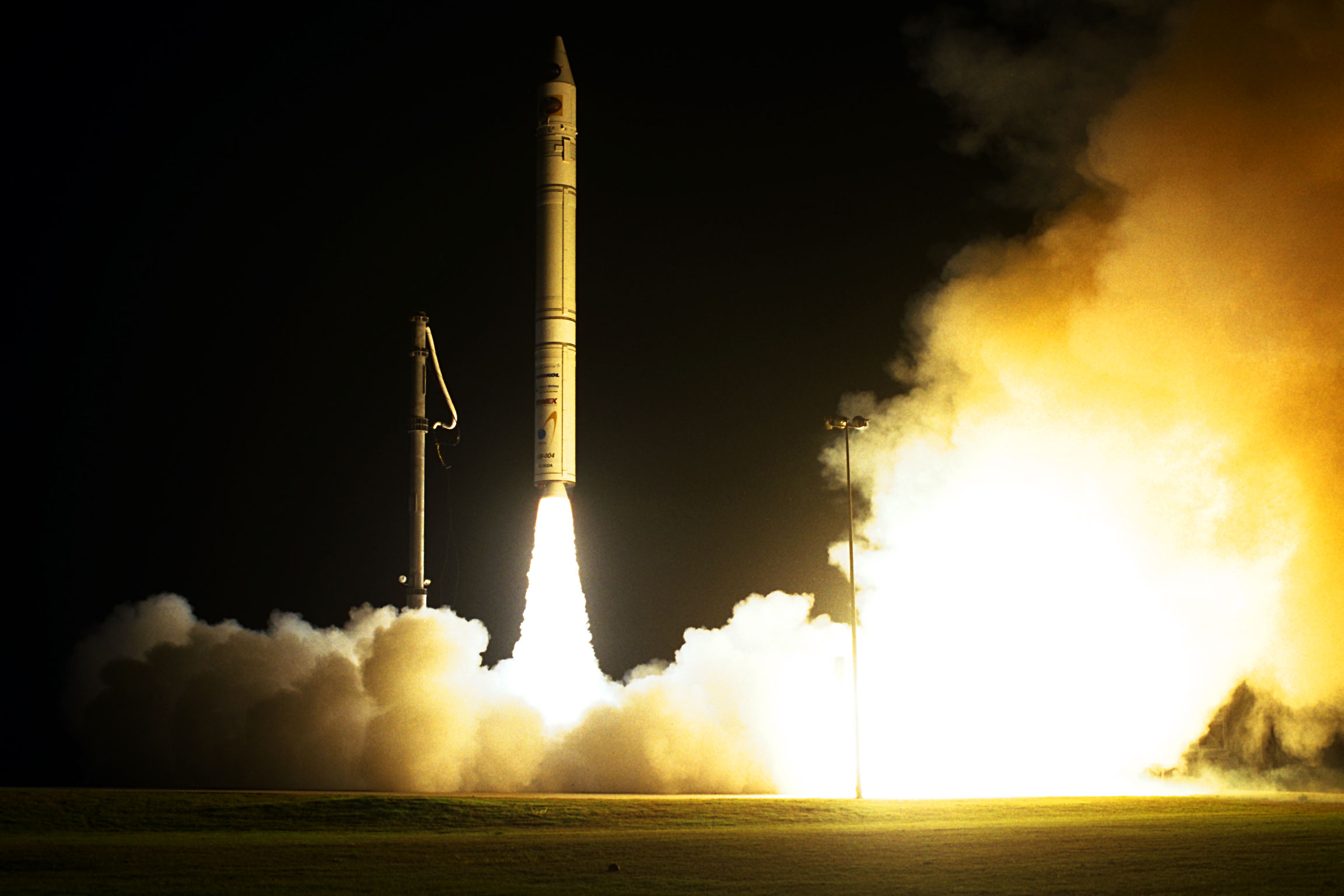
ルナ・プロスペクターの打ち上げ

1998年1月7日に打ち上げられ、105時間で月に到達した。その後、月の両極上空を通過する高度100kmの軌道に投入され、各種観測機器による月面マッピングを開始した。
3月、搭載した中性子線分光計で月の極地方に水素の存在を意味する観測結果が得られたことが発表され、さらに1998年9月4日、NASAは中性子線による観測結果に基づいて、月の両極地方に最大60億トンの水が存在し得ることをサイエンス誌上で発表した。
1999年7月31日、探査ミッションの最終段階として探査機を月の南極のクレーターに衝突させ、氷として存在する水を蒸発させてこれを直接観測しようとする実験が行われた。ハッブル宇宙望遠鏡および地球上の天文台が衝突のタイミングに合わせて観測を行ったが水蒸気は観測されずに終わった。
結局このミッションでは月面に水の氷が存在することを直接には確認できなかったが、中性子線の観測が水素の存在を示唆したことは間接的ながら水の存在を支持する結果となった。以後の月探査計画でも、水の存在は調査される予定である。また、22ヶ月の計画期間とわずか6300万ドルの開発予算は、ディスカバリー計画のミッションとしてふさわしいものとなった。
この探査機にはクレメンタイン計画の中心メンバーで1997年に逝去したユージン・シューメーカー博士の遺灰を入れたカプセルも搭載された。月面を歩くことだった彼の夢を、少しでも叶えようというものだった。

## 日程
（日付は米国時間）

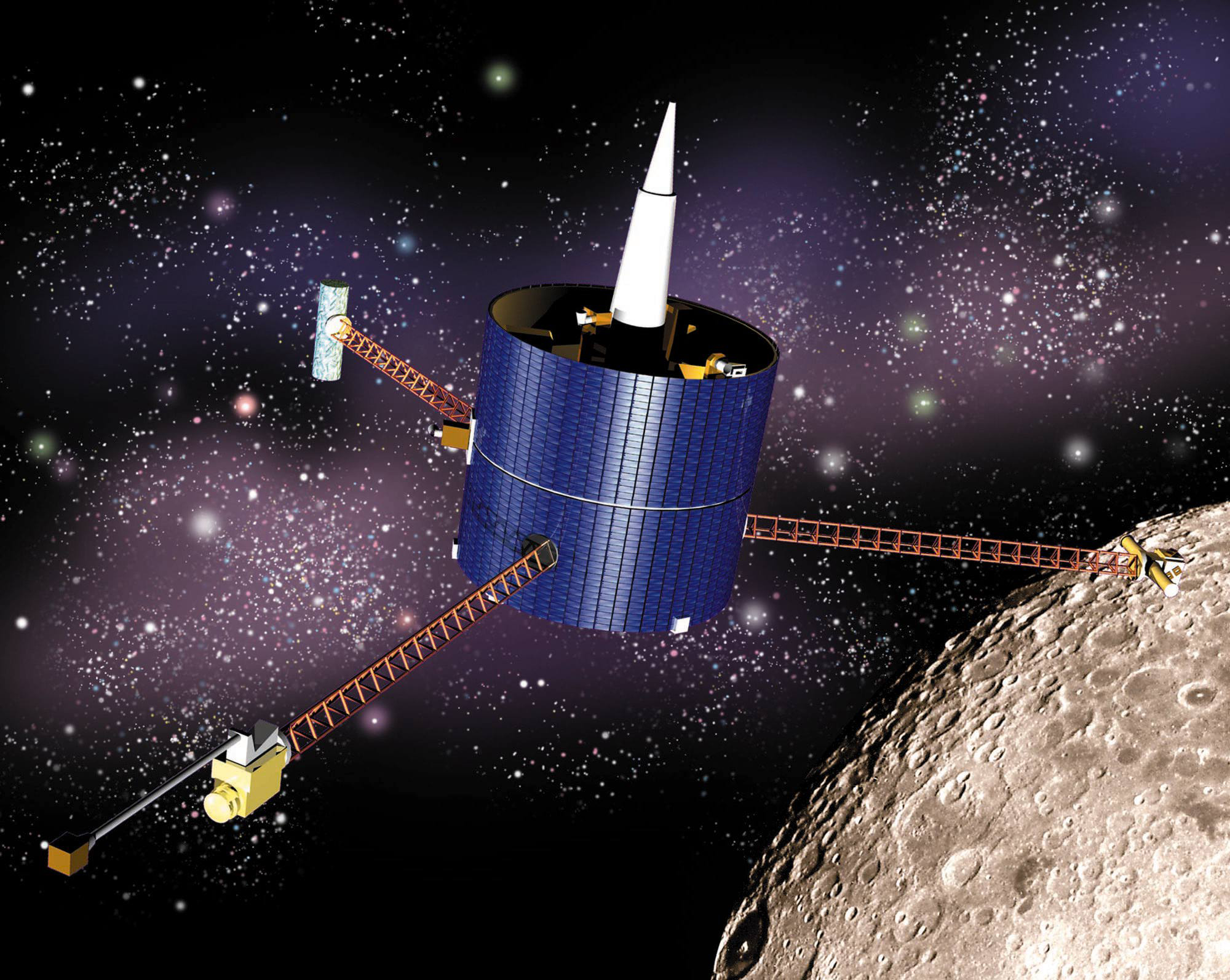
月を探査するルナ・プロスペクター探査機（想像図）

- 1998年1月7日: ケープ・カナベラルより、アテナ II ロケットで打ち上げ。
- 1998年1月11日: 月の周回軌道に乗る。その後数日かけて高度100kmの極軌道に調整。
- 1998年3月5日: 極地で氷の存在の証拠らしきものを発見。
- 1998年12月19日: マッピング精度を上げるため高度を40kmに下げる。
- 1999年1月28日: さらに詳細な観測を行うため高度を下げ近月点10km×遠月点45kmの楕円軌道へ移行。
- 1999年7月31日: 南極のクレーター、モーソンへの衝突実験。ミッション終了。

## 観測機器
- 中性子線分光計
- ガンマ線分光計
- アルファ線分光計
- 磁力計・電子反射計
- ドップラー効果による重力計測装置